# SŽD-Baureihe 2ТЭ40
Die Lokomotiven der SŽD-Baureihe 2ТЭ40 (deutsche Transkription 2TE 40) der Sowjetischen Eisenbahnen (SŽD) waren breitspurige Diesellokomotiven mit dieselelektrischer Kraftübertragung vorrangig für den Güterzugdienst. Sie gehörten zu den ersten dieselelektrischen Lokomotiven der SŽD mit einem 16-Zylinder-Viertakt-Dieselmotor und Turbolader und können als Prototyp für die später in größerer Stückzahl hergestellte 2ТЭ116 bezeichnet werden. Sie waren als Ableitung von der 2ТЭ10 entstanden und erhielten den Spitznamen Ukraina 2.

## Schaffung des Dieselmotors
Die ersten Diesellokomotiven der SŽD in den 1960er Jahren wurden mit Zweitakt-Dieselmotoren erbaut, die aus dem Schiffbau stammten. Es waren dies die SŽD-Baureihe ТЭ3 mit dem Dieselmotor 2D 100 und die SŽD-Baureihe ТЭ10 mit dem Dieselmotor 9D 100 bzw. 11D 45. Aufgrund der Leistungscharakteristik und des Kraftstoffverbrauchs wurden diese Lösungen als nicht praktikabel eingeschätzt. Die vorhandenen Diesellokomotiven mit Viertakt-Dieselmotor (SŽD-Baureihe ТЭ1, SŽD-Baureihe ТЭ2) besaßen den Dieselmotortyp D50, der zu der Zeit schon veraltet war. Daher wurde in der Lokomotivfabrik Charkow in Zusammenarbeit mit dem Motor-Institut eine zweizylindrische Zelle entworfen, die als Grundlage für den zukünftigen Viertakt-Dieselmotor angesehen wurde. Der Durchmesser seiner Zylinder betrug 240 mm und der Kolbenhub 270 mm. Nach dem Versuch entstand 1962 ein Skizzenprojekt mit zwei Varianten des Turbolader. In der ersten Variante sollte der ursprüngliche Turbolader verwendet werden, in der zweiten Variante sollte eine Gasturbine den überschüssigen Druck auspressen, wodurch ein geringerer Kraftstoffverbrauch erwartet wurde.
Nach eingehenden Beratungen entschied man sich für die erste Variante und projektierte einen 16-Zylinder-Viertakt-Dieselmotor mit V-förmiger Anordnung der Zylinder, der die Bezeichnung 16VD70 erhielt. Der Motor entwickelte eine Leistung von 3000 PS bei einer Motorumdrehung von 1000 min−1, er besaß einen spezifischen Kraftstoffverbrauch von 150 bis 155 g/PSh gegenüber den 160 bis 170 g/PSh der Zweitaktdieselmotoren. Dadurch verringerte sich die Belastungen einzelner Bauteile wie Kolben, Ventile, Zylinderkopf und Zylinderlaufbuchsen. Gleichfalls ergab sich eine größere Möglichkeit der Wärmeableitung, wodurch das Kühlsystem verringert werden konnte. Auf der Basis dieses Motortyps war es möglich, Typengrößen mit unterschiedlichen Leistungen für unterschiedliche Diesellokomotiven zu schaffen.

## Bau der Diesellokomotive und Verbleib
In der Mitte des Jahres 1963 begann in der Lokomotivfabrik Charkow die Projektierung der neuen Zweisektionsdiesellok mit dem Dieselmotor D70 mit einer Leistung von 2 × 3.000 PS. Für die Ausarbeitung zeigte sich der Hauptkonstrukteur für den Lokomotivbau, Александр Александрович Кирнарский, verantwortlich. In der Mitte des folgenden Jahres baute das Werk die erste Versuchslokomotive, welche die Bezeichnung 2ТЭ40-001 und die Werksbenennung Ukraina-2 erhielt. Abgesehen von dem neuen Dieselmotor erhielt die neue Lok dieselbe Generatoreinheit und auch dieselben Drehgestelle, Antriebs- und Hilfseinheiten wie die 2ТЭ10 und die ТЭ30. Das Fahrzeuggesicht und die Drehgestelle hatte eine gewisse Ähnlichkeit mit denen der später in Mitteleuropa bekannten Taigatrommel. Die Lokomotive war in der Lage, eine Zugkraft von 54.000 kp zu entwickeln, die konstruktive Geschwindigkeit betrug 100 km/h. Gleichzeitig wurde auf Basis ihrer Konstruktion eine Einsektions-Personenzuglokomotive mit einer Geschwindigkeit von 140 km/h geschaffen.
Von 1965 bis 1967 lieferte die Lokomotivfabrik Charkow noch vier Diesellokomotiven dieses Typs mit den Inventarnummern 2ТЭ40.002–005 aus, die mit anderen Fahrmotoren ausgerüstet waren, die schon bei den ТЭП10 und 2ТЭ10Л verwendet wurden. Bei diesen Lokomotiven wurde das System der Feuerlöschung geändert. Gleichfalls hatten sie ein anderes Übersetzungsverhältnis, dadurch verringerte sich die Zugkraft auf 52.000 kp. Die Lokomotiven der Reihe 2ТЭ40 waren gemeinsam mit der ТЭП10 die letzten Lokomotiven aus der Lokomotivfabrik Charkow. 1968 wurden die Lokomotiven vollständig an das Ministerium der Verteidigung übergeben, und die Firma spezifizierte sich danach auf die Fertigung von Panzern.
1965 wurde die Diesellok 2ТЭ40-001 an das Lokomotivdepot Osnowa der Juschnaja schelesnaja doroga übergeben. Dorthin wurden 1968 auch die übrigen vier Maschinen gegeben, wobei die 2ТЭ40-003 wenig später bereits als ausgemustert galt. Dass die Lokomotiven kein langes Leben erreichten, nimmt anhand der geringen Stückzahl nicht Wunder; der Beginn der Fertigung von Diesellokomotiven in der Lokomotivfabrik Luhansk mit den Typen ТЭ109 und 2ТЭ116 machte die Lokomotiven bald überflüssig. 1971 wurden die 2ТЭ40-001 und 2ТЭ40-002 ausgemustert. Die 2ТЭ40-004 und 2ТЭ40-005 wurden 1974 von dem Zugdienst beiseitegestellt und zum Gleisbau abgegeben.